# Championnat d'Autriche de football 1976-1977
Navigation
Saison précédente Saison suivante
La saison 1976-1977 du Championnat d'Autriche de football était la 66e édition du championnat de première division en Autriche. La Bundesliga regroupe les 10 meilleurs clubs du pays au sein d'une poule unique où ils s'affrontent quatre fois au cours de la saison, 2 fois à domicile et 2 fois à l'extérieur. À la fin de la compétition, le dernier du classement est relégué et remplacé par le champion de Nationalliga, la nouvelle deuxième division autrichienne.
C'est le club du FC Wacker Innsbruck qui remporte le championnat en terminant en tête du classement final, avec 6 points d'avance sur le SK Rapid Vienne et 8 sur le tenant du titre, l'FK Austria Vienne. C'est le 5e titre de champion d'Autriche de l'histoire du club en seulement sept saisons.

## Les 10 clubs participants
| - SK Rapid Vienne - Grazer AK - FC Wacker Innsbruck - Linzer ASK - First Vienna FC - Promu de Nationalliga | - SK VÖEST Linz - FC Admira Wacker - FK Austria Vienne - SK Sturm Graz - SV Austria Salzbourg |

## Compétition

### Classement
Le barème utilisé pour établir le classement est le suivant :
- Victoire : 2 points
- Match nul : 1 point
- Défaite : 0 point

| Rang | Équipe                | Pts | J  | G  | N  | P  | Bp | Bc | Diff |
| ---- | --------------------- | --- | -- | -- | -- | -- | -- | -- | ---- |
| 1    | FC Wacker Innsbruck   | 53  | 36 | 21 | 11 | 4  | 51 | 22 | +29  |
| 2    | SK Rapid Vienne       | 47  | 36 | 18 | 11 | 7  | 72 | 39 | +33  |
| 3    | FK Austria Vienne T C | 45  | 36 | 19 | 7  | 10 | 72 | 44 | +28  |
| 4    | Linzer ASK            | 35  | 36 | 12 | 11 | 13 | 47 | 48 | -1   |
| 5    | SK VÖEST Linz         | 34  | 36 | 10 | 14 | 12 | 46 | 47 | -1   |
| 6    | FC Admira Wacker      | 34  | 36 | 11 | 12 | 13 | 43 | 52 | -9   |
| 7    | First Vienna FC P     | 31  | 36 | 9  | 13 | 14 | 34 | 40 | -6   |
| 8    | Grazer AK             | 30  | 36 | 9  | 12 | 15 | 34 | 62 | -28  |
| 9    | SK Sturm Graz         | 28  | 36 | 9  | 10 | 17 | 40 | 55 | -15  |
| 10   | SV Austria Salzbourg  | 23  | 36 | 9  | 5  | 22 | 34 | 64 | -30  |

|  | Qualification pour la Coupe des clubs champions 1977-1978                    |
|  | Qualification pour la Coupe des Coupes 1977-1978                             |
|  | Qualification pour la Coupe UEFA 1977-1978                                   |
|  | Relégation directe en Nationalliga                                           |
|  | T Tenant du titre C Vainqueur de la Coupe d'Autriche P Promu de Nationalliga |

## Bilan de la saison
| Championnat d'Autriche de football 1976-1977 |                                |
| Champion                                     | FC Wacker Innsbruck (5e titre) |
| Coupes et trophées                           |                                |
| Vainqueur de la Coupe d'Autriche 1976-1977   | FK Austria Vienne              |
| Qualifications continentales                 |                                |
| Coupe d'Europe des clubs champions 1977-1978 | FC Wacker Innsbruck            |
| Coupe des Coupes 1977-1978                   | FK Austria Vienne              |
| Coupe UEFA 1977-1978                         | SK Rapid Vienne                |
| Coupe UEFA 1977-1978                         | Linzer ASK                     |
| Promotions et relégations                    |                                |
| Promus en Bundesliga                         | Wiener Sport-Club              |
| Relégués en Nationalliga                     | SV Austria Salzbourg           |